# Nikolaikirche (Uelvesbüll)

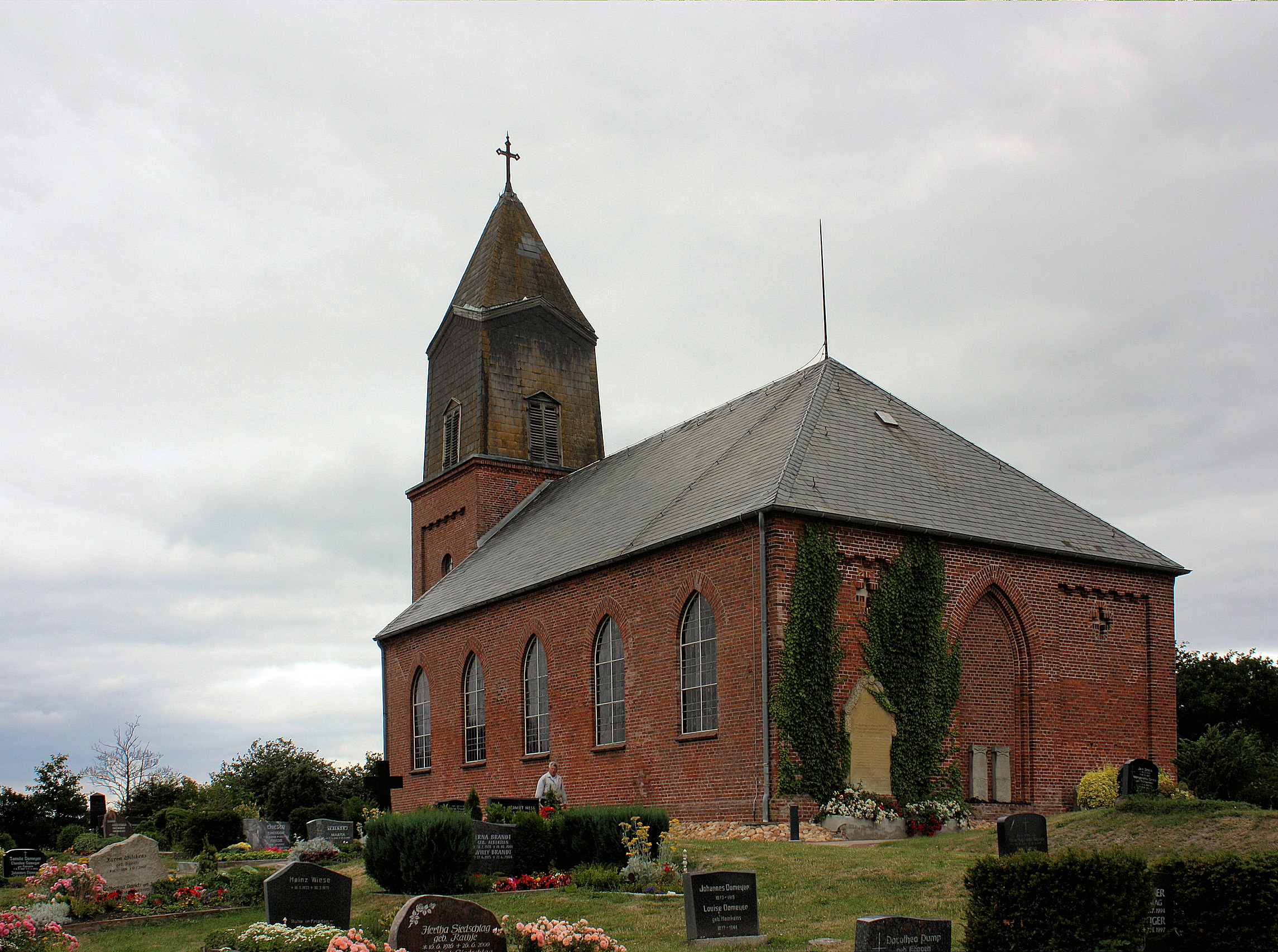
Nikolaikirche (Uelvesbüll)

Die Nikolaikirche in Uelvesbüll, einer Gemeinde im Kreis Nordfriesland in Schleswig-Holstein, ist ein nach dem Denkmalschutzgesetz von Schleswig-Holstein geschütztes Kulturdenkmal mit der Objekt-ID 4399. Sie gehört zur Kirchengemeinde Eiderstedt-Ost im Kirchenkreis Nordfriesland der Evangelisch-Lutherischen Kirche in Norddeutschland.

## Beschreibung
Die neugotische Saalkirche aus Backsteinen wurde 1854 nach einem Entwurf von Wilhelm Friedrich Meyer, einem Schüler von Conrad Wilhelm Hase, errichtet, nachdem die zweite Kirche von Uelvesbüll 1853 wegen Baufälligkeit abgerissen werden musste. 1957–63 fand eine Modernisierung statt. Die Kirche besteht aus einem Langhaus mit fünf Fensterachsen und einem Kirchturm auf quadratischem Grundriss im Westen. Sein oberstes Geschoss, das den Glockenstuhl beherbergt, und sein spitzer Helm sind mit Schiefer verkleidet.
Der Innenraum mit dem Chor im Osten ist mit einem Tonnengewölbe überspannt. Zur Kirchenausstattung gehören ein Altar von 1520, eine um 1520 entstandene Triumphkreuzgruppe, ein geschnitztes Epitaph von 1591, eine Kanzel von 1672, ein Taufbecken aus Marmor aus dem 15. Jahrhundert und ein gotischer Ambo. Die pneumatische Orgel wurde 1910 von Marcussen & Søn gebaut.